# نورمان س. فليتشير
نورمان س. فليتشير (بالإنجليزية: Norman Fletcher)‏ هو مهندس معماري أمريكي، ولد في 8 ديسمبر 1917، وتوفي في 31 مايو 2007.